# 112 (pořad)
112 - v ohrožení života je televizní seriál TV Nova vysílaný od 29. srpna 2006.
Tento dokumentární pořad mapuje život záchranářů, policistů a hasičů přímo v akci, jsou zde uváděny autentické záběry a výpovědi.
Scénář pořadu vychází z podobného pořadu, který vysílá už několik let americká stanice Fox a to pod názvem Cops, tento dokumentární pořad se v USA vysílá už od roku 1989 a za sebou má více než dva tisíce dílů.
Pořadem provází moderátor a zároveň autor celého projektu Mirek Vaňura, kterého diváci mohou znát jako moderátora již zaniklé talkshow Áčko.